# 薄囊钩丝壳
薄囊钩丝壳（学名：Uncinula tenuitunicata）是属于白粉菌目白粉菌科钩丝壳属的一种真菌，寄生在杨属植物上。该种分布于中国等地。